# Lista odcinków serialu Czarodziejki
Poniżej znajduje się lista odcinków serialu Czarodziejki. W ciągu 8 lat powstało 8 sezonów i 178 odcinków oraz nieemitowany odcinek pilotażowy. Serial powstał dzięki pomysłodawczyni i producentki wykonawczej Constance M. Burge, przy współpracy z Bradem Kernem u boku Holly Marie Combs i Alyssy Milano. Oryginalna emisja rozpoczęła się 7 października 1998 i zakończyła się 21 maja 2006 roku. W Polsce serial emitowany był przez stacje: TVP1, Polsat, SciFi Channel, Hallmark Channel, Fox Life Polska, Fox Comedy Polska, TV4, TV6 oraz Discovery Life, a obecnie przez Sci Fi w zremasterowanej w 2018 roku wersji obrazu.
Constance M. Burge opuściła plan Czarodziejek w 2001 roku wraz z końcem trzeciej serii serialu, jednak pełniła rolę konsultanta producenta podczas czwartego sezonu. W tym samym czasie Shannen Doherty (Prudence Halliwell; 1998-2001) opuściła serial, a jej miejsce zajęła Rose McGowan (jako czwarta siostra Paige Matthews; 2001-2006).
Fabuła serialu toczy się wokół czterech sióstr Halliwell: Prue, Piper, Phoebe i Paige, które są najmłodszym pokoleniem z potężnego rodu czarownic Warrenów. Siostry przez społeczeństwo postrzegane są normalnie, jednak w magicznej społeczności są znane jako Czarodziejki (The Charmed Ones), których przeznaczeniem jest walka ze złymi istotami takimi jak demony i czarnoksiężnicy, aby chronić niewinne istoty ludzkie od zagrożenia. Każda siostra posiada unikalne magiczne moce, które rosną i rozwijają się. Próbując utrzymać normalne życie, pracują w San Francisco. Utrzymanie ich paranormalnej tożsamości w tajemnicy przed codziennym życiem, przez cały serial stanowi napięcie i wyzwanie, z koniecznością daleko idących konsekwencji w magicznych relacjach, które doprowadzają do licznych interwencji policji i dochodzeń FBI.
Serial zakończył się na ósmym sezonie, w 2006 roku. Jednak był tak popularny, że postanowiono go kontynuować w formie komiksu.

## Przegląd sezonów
| Seria | Seria | Odcinki | Premierowa emisja The WB | Premierowa emisja The WB | Premierowa emisja                                       | Premierowa emisja                                       |
| Seria | Seria | Odcinki | Premiera                 | Finał                    | Premiera                                                | Finał                                                   |
| ----- | ----- | ------- | ------------------------ | ------------------------ | ------------------------------------------------------- | ------------------------------------------------------- |
|       | 1     | 22      | 7 października 1998      | 26 maja 1999             | 18 marca 2001 (TVP1)13 maja 2006 (Polsat)               | 26 listopada 2001 (TVP1)30 września 2006 (Polsat)       |
|       | 2     | 22      | 30 września 1999         | 18 maja 2000             | 13 stycznia 2003 (TVP1)7 października 2006 (Polsat)     | 16 czerwca 2003 (TVP1)17 marca 2007 (Polsat)            |
|       | 3     | 22      | 5 października 2000      | 17 maja 2001             | 24 marca 2007 (Polsat)                                  | 15 września 2007 (Polsat)                               |
|       | 4     | 22      | 4 października 2001      | 16 maja 2002             | 22 września 2007 (Polsat)                               | 1 marca 2008 (Polsat)                                   |
|       | 5     | 23      | 22 września 2002         | 11 maja 2003             | 8 marca 2008 (Polsat)                                   | 30 sierpnia 2008 (Polsat)                               |
|       | 6     | 23      | 28 września 2003         | 16 maja 2004             | 22 maja 2008 (Sci Fi Channel)6 września 2008 (Polsat)   | 7 sierpnia 2008 (Sci Fi Channel)14 lutego 2009 (Polsat) |
|       | 7     | 22      | 12 września 2004         | 22 maja 2005             | 7 sierpnia 2008 (Sci Fi Channel)21 lutego 2009 (Polsat) | 1 sierpnia 2009 (Polsat)                                |
|       | 8     | 22      | 25 września 2005         | 21 maja 2006             | 8 sierpnia 2009 (Polsat)                                | 19 grudnia 2009 (Polsat)                                |

## Seria 1: 1998–1999
| 1 | 1  | Something Wicca This Way Comes         | Właśnie tak przychodzi magiaNarodziny magii                             | John T. Kretchmer  | Constance M. Burge                                          | 7 października 1998  | 18 marca 2001        |
| Trzy siostry Halliwell znów zaczynają mieszkać pod jednym dachem swojej rodzinnej posiadłości w San Fracisco. Najmłodsza z nich, Phoebe odkrywa na strychu Księgę cieni i odczytuje na głos zaklęcie znajdujące się na pierwszej stronie, które aktywuje moce sióstr. Podczas gdy siostry starają uświadomić sobie swoje zdolności, były chłopak i przyjaciel z dzieciństwa Prue, inspektor Andy Trudeau, prowadzi sprawę seryjnego mordercy, którego wszystkie ofiary były wiedźmami. |    |                                        |                                                                         |                    |                                                             |                      |                      |
| 2 | 2  | I’ve Got You Under My Skin             | Zalazłeś mi za skóręJesteś częścią mnie                                 | John T. Kretchmer  | Brad Kern                                                   | 14 października 1998 | 25 marca 2001        |
| Phoebe spotyka fotografa, który okazuje się być demonem wysysającym młodość z kobiet by samemu ją zachować. W tym czasie Piper spotyka swoją znajomą Brittany Renolds, która po spotkaniu z demonem postarzała się i ma problemy z pamięcią. Brittany rozpoznaje jednak adres fotografa, dzięki czemu Prue i Piper są w stanie pokonać demona i odwrócić skutki jego zaklęć. |    |                                        |                                                                         |                    |                                                             |                      |                      |
| 3 | 3  | Thank You for Not Morphing             | Powrót ojcaDziękuję za przyjazd                                         | Ellen Pressman     | Chris Levinson, Zack Estrin                                 | 21 października 1998 | 1 kwietnia 2001      |
| Ojciec sióstr, Victor, powraca do miasta. Prue wciąż nie potrafi mu wybaczyć zostawienia ich matki. Tymczasem on przyznaje się, że przyjechał pozbyć się Księgi cieni, by jego córki mogły żyć jak zwykli ludzie. Dziewczęta wynajmują Leo, złotą rączkę do remontu rodzinnej posiadłości. |    |                                        |                                                                         |                    |                                                             |                      |                      |
| 4 | 4  | Dead Man Dating                        | Randka z trupemUmawiając się z trupem                                   | Richard Compton    | Javier Grillo-Marxuach                                      | 28 października 1998 | 8 kwietnia 2001      |
| Piper spotyka ducha zamordowanego młodego mężczyzny, który prosi o pomoc przy odnalezieniu i godnym pochowaniu jego szczątków. Jego śladami podąża strażnik umarłych, Yama. Phoebe podejmuje pracę w charakterze medium by zarobić pieniądze na prezent dla Prue. |    |                                        |                                                                         |                    |                                                             |                      |                      |
| 5 | 5  | Dream Sorcerer                         | Zaklinacz snówCzarodziej marzeń                                         | Nick Marck         | Constance M. Burge                                          | 4 listopada 1998     | 22 kwietnia 2001     |
| Prue jest prześladowana w snach przez człowieka, który w realnym życiu jest naukowcem przykutym do wózka inwalidzkiego. Odwiedza on kobiety w ich snach, w których zdobywa nad nimi kontrolę i zabija. |    |                                        |                                                                         |                    |                                                             |                      |                      |
| 6 | 6  | The Wedding from Hell                  | Wesele z piekła rodem                                                   | Richard Ginty      | Greg Elliot, Michael Perricone                              | 11 listopada 1998    | 29 kwietnia 2001     |
| Demonica Jade D’Mon, na tydzień przed ślubem zastępuje swoją ludzką poprzedniczkę, Alison Michaels, dzięki kontraktowi zawartemu lata wcześniej z matką pana młodego. Na niego również zostaje rzucone zaklęcie. Siostry Halliwell pomagają Alison powstrzymać demoniczny ślub i wesele. |    |                                        |                                                                         |                    |                                                             |                      |                      |
| 7 | 7  | The Fourth Sister                      | Czwarta siostra                                                         | Gilbert Adler      | Edithe Swensen                                              | 18 listopada 1998    | 6 maja 2001          |
| Młoda zagubiona wiedźma Aviva zaprzyjaźnia się z Phoebe, mając nadzieję na dołączenie do sióstr. Aviva jest również niechętnym pionkiem złej czarownicy Kali, od której próbuje się uwolnić. |    |                                        |                                                                         |                    |                                                             |                      |                      |
| 8 | 8  | The Truth Is Out There... and It Hurts | Prawda boliPrawda leży daleko... i boli                                 | James A. Contner   | Zack Estrin, Chris Levinson                                 | 25 listopada 1998    | 13 maja 2001         |
| Siostry poszukują kobiety z przepowiedni Phoebe, która została porażona przez środek czoła, która zostanie w ten sposób zabita przez czarownika przybyłego z przyszłości. Prue rzuca czar prawdomówności by sprawdzić jak Andy zareaguje na jej sekret. |    |                                        |                                                                         |                    |                                                             |                      |                      |
| 9 | 9  | The Witch Is Back                      | Powrót czarownicyWiedźma powracaCzarownica wróciła                      | Richard Denault    | Sheryl J. Anderson                                          | 16 grudnia 1998      | 20 maja 2001         |
| Czarownik Matthew Tate, przeklęty i zamknięty na wieki w medalionie przez przodkinię sióstr, Melindę Warren, zostaje z niego przez przypadek uwolniony przez Prue. Świadome sytuacji, siostry wzywają z zaświatów Melindę, by pomogła im ponownie uwięzić czarownika. |    |                                        |                                                                         |                    |                                                             |                      |                      |
| 10 | 10 | Wicca Envy                             | Magiczna zawiśćCzarodziejskie zło                                       | Mel Damski         | Brad Kern, Sheryl J. Anderson                               | 13 stycznia 1999     | 27 maja 2001         |
| Rex używa projekcji astralnej by kontrolować umysł Prue. W związku z tym Prue kradnie diadem z domu aukcyjnego i ląduje przez to w więzieniu. Rex szantażuje siostry by oddały mu swoje moce. Jednakże Leo, który okazuje się być jakiegoś rodzaju nadprzyrodzonym opiekunem sióstr, oddaje im ich moce, dzięki Rex i Hannah zostają pokonani. |    |                                        |                                                                         |                    |                                                             |                      |                      |
| 11 | 11 | Feats of Clay                          | Wyczyny Claya                                                           | Kevin Inch         | Michael Perricone, Greg Elliot, Chris Levinson, Zack Estrin | 20 stycznia 1999     | 3 czerwca 2001       |
| Były chłopak Phoebe, Clay, przyjeżdża do miasta z tajemniczą egipską urną i prosi Prue o sprzedaż za pośrednictwem domu aukcyjnego w którym pracuje. Phoebe przekonuje Prue do sprzedaży, ale wkrótce okazuje się, że urna jest przeklęta. |    |                                        |                                                                         |                    |                                                             |                      |                      |
| 12 | 12 | The Wendigo                            | WendigoPotwór Wendego                                                   | James L. Conway    | Edithe Swensen                                              | 3 lutego 1999        | 10 czerwca 2001      |
| Piper zostaje zaatakowana przez tajemniczą, wilko-podobną bestię. Zostaje jednak uratowana przez człowieka o imieniu Billy, ale ponieważ została zadrapana przez bestię, wkrótce sama zaczyna się w nią zmieniać. |    |                                        |                                                                         |                    |                                                             |                      |                      |
| 13 | 13 | From Fear to Eternity                  | Poprzez strach do wiecznościOd strachu do wieczności                    | Les Sheldon        | Tony Blake, Paul Jackson                                    | 10 lutego 1999       | 11 czerwca 2001      |
| Barbas, demon strachu, spędza piątek trzynastego na straszeniu wiedźm na śmierć. Próbuje utopić Prue pod prysznicem, jako jest to jej najgorszy strach. Wkrótce zauważa również, że największych strachem Phoebe jest utrata sióstr, co skrzętnie wykorzystuje. |    |                                        |                                                                         |                    |                                                             |                      |                      |
| 14 | 14 | Secrets and Guys                       | Sekrety i faceci                                                        | James A. Contner   | Constance M. Burge, Sheryl J. Anderson                      | 17 lutego 1999       | 24 września 2001     |
| Prue za pośrednictwem tablicy do wywoływania duchów otrzymuje wołanie o pomoc od chłopca o imieniu Max, który został porwany i jest zmuszony do pomagania przy włamaniu. Prue próbuje go odnaleźć i mu pomóc. W tym czasie Leo powraca do domu sióstr i zostaje przyłapany przez Phoebe na naprawianiu żyrandolu lewitując w powietrzu. Dowiaduje się, że jest Białym Pronieniem, opiekunem czarodziejek i to on jest odpowiedzialny za dostarczenie wiadomości Maxa Prue. |    |                                        |                                                                         |                    |                                                             |                      |                      |
| 15 | 15 | Is There a Woogy in the House?         | Straszydło w domuCzy w tym domu jest Straszydło?Czy w tym domu straszy? | John T. Kretchmer  | Zack Estrin, Chris Levinson                                 | 24 lutego 1999       | 1 października 2001  |
| Phoebe zostaje opętana przez Straszydło, które sprawia, że ta zaczyna atakować swoje siostry i opętywać innych ludzi. |    |                                        |                                                                         |                    |                                                             |                      |                      |
| 16 | 16 | Which Prue Is It, Anyway?              | Sklonowana PrueKtóra z was to wiedźma Prue?Która z was to Prue?         | John Behring       | Javier Grillo-Marxuach                                      | 3 marca 1999         | 8 października 2001  |
| Gdy Phoebe ma wizję, w której Prue zostaje ugodzona mieczem i ginie, okazuje się, że do miasta przybywa czarownik, który wiele lat wcześniej zabił w ten sposób ciotkę sióstr. Prue rzuca na siebie zaklęcie potrajające jej moce, ale zaklęcie sprawia, że powstają jej dwa identyczne klony. |    |                                        |                                                                         |                    |                                                             |                      |                      |
| 17 | 17 | That ’70s Episode                      | Wydarzenie z lat 70.Epizod w latach 70.                                 | Richard Denault    | Sheryl J. Anderson                                          | 7 kwietnia 1999      | 15 października 2001 |
| Potężny czarownik, który zawarł wiele lat wcześniej pakt z matką sióstr przybywa odebrać im moce. By ratować siebie, siostry rzucają zaklęcie które przenosi je w czasie do lat 70., do dnia w którym ich matka zawarła pakt. Wspólnie ze swoją matką i babcią próbują odwrócić sytuację na swoją korzyść. |    |                                        |                                                                         |                    |                                                             |                      |                      |
| 18 | 18 | When Bad Warlocks Go Good              | Metamorfoza czarnoksiężnikaKiedy źli czarodzieje stają się dobrymi      | Kevin Inch         | Edithe Swensen                                              | 28 kwietnia 1999     | 29 października 2001 |
| Siostry pomagają młodemu człowiekowi, który pragnie zostać księdzem by uniknąć swojego przeznaczenia jako czarownik. Jego bracia-czarownicy próbują mu w tym przeszkodzić atakując ludzi bliskich swemu bratu by przeciągnąć go na swą stronę. |    |                                        |                                                                         |                    |                                                             |                      |                      |
| 19 | 19 | Out of SightBlind Sided                | Demon, który kradnie wzrokCo z oczuOślepieni                            | Craig Zisk         | Tony Blake, Paul Jackson                                    | 5 maja 1999          | 5 listopada 2001     |
| Gdy Prue próbuje zapobiec porwaniu dziecka przez demony w parku, zostaje przyłapana na tym przez reportera, który odtąd depcze siostrom po piętach. W tej sytuacji starają się odnaleźć porwane dziecko i przeszkodzić demonom, które kradną dzieciom wzrok by móc ujrzeć aury dobrych ludzi by móc ich zabić. Andy odkrywa sekret sióstr. |    |                                        |                                                                         |                    |                                                             |                      |                      |
| 20 | 20 | The Power of Two                       | Potęga dwójkiMoc dwóch                                                  | Elodie Keene       | Brad Kern                                                   | 12 maja 1999         | 12 listopada 2001    |
| Zły duch więźnia-mordercy ucieka z Alcatraz, by zemścić się na sędzi i ławie przysięgłych. Phoebe i Prue muszą znaleźć sposób na powstrzymanie ducha, tym razem bez pomocy Piper, która pojechała na Hawaje. |    |                                        |                                                                         |                    |                                                             |                      |                      |
| 21 | 21 | Love Hurts                             | Miłość raniMiłosne cierpienie                                           | James Whitmore Jr. | Chris Levinson, Zack Estrin, Javier Grillo-Marxuach         | 19 maja 1999         | 19 listopada 2001    |
| Ranny Leo teleportuje się do posiadłości sióstr, prosząc o pomoc w ochronie niewinnej kobiety o imieniu Daisy, którą się opiekuje jako Biały Promień. Daisy jest prześladowana przez Mroczny Promień, którego misją jest polowanie i zabijanie przyszłych i teraźniejszych Białych Promieni przy pomocy zatrutych strzał. Ponieważ trucizna znajdująca się w strzałach jest śmiertelna dla Białych Promieni, Leo jest umierający. By zapobiec jego śmierci, Piper używa zaklęcia, które zamienia zdolności, po to by móc użyć mocy Leo do uzdrowienia go. Niestety zaklęcie zamienia zdolności wszystkich przebywających w domu, siostry muszą więc nauczyć się, w jaki sposób korzystać z mocy innych. |    |                                        |                                                                         |                    |                                                             |                      |                      |
| 22 | 22 | Déjà Vu All Over Again                 | Déjà vuDéjà Vu wciąż od nowa                                            | Les Sheldon        | Brad Kern, Constance M. Burge                               | 26 maja 1999         | 26 listopada 2001    |
| Phoebe ma wizję w której demon zabija Andy w ich domu. By zapobiec jego śmierci, Prue próbuje ostrzec Andy’ego. Gdy demon planuje zabić czarodziejki, w jego mieszkaniu odwiedza go demon Tempus, który ma władzę nad czasem i który został wysłany przez Źródło by pomóc demonowi zakończyć swój plan sukcesem. Tempus cofa czas za każdym razem gdy demonowi nie udaje się zabić wszystkich sióstr. |    |                                        |                                                                         |                    |                                                             |                      |                      |

1. 1 2 3 4 5 6 7 8 9 10 11 12 13 14 15 16 17 18 19 20 21   Tytuł nadany podczas emisji na kanale Hallmark Channel.
2. 1 2 3 4 5 6 7 8 9 10 11 12 13 14 15 16 17 18  Tytuł nadany podczas emisji na kanale Fox Life Polska.
3. 1 2 3 4 5 6 7 8 9 10 11 12 13 14 15 16 17 18  Tytuł nadany podczas emisji na kanale Sci Fi Polska.
4. 1 2 3 4 5  Brak danych odnośnie stacji nadającej tytuł (podane za programem telewizyjnym).

## Seria 2: 1999–2000
| 23 | 1  | Witch Trial                          | Próba czarownicCzarownice przed sądemSprawdzian czarownic                                      | Craig Zisk         | Brad Kern                              | 30 września 1999     | 13 stycznia 2003 |
| Siostry mierzą się z demonem o imieniu Abraxas, który kradnie Księgę Cieni i zaczyna po kolei unieważniać zaklęcia w niej zapisane, przywracając do życia niektóre pokonane przez siostry demony. Ponadto muszą się spieszyć ponieważ jeżeli nie odzyskają księgi, stracą swoje zdolności na zawsze. Do domu po sąsiedzku wprowadzają się nowi sąsiedzi, Jenny i jej wuj Dan Gordon. |    |                                      |                                                                                                |                    |                                        |                      |                  |
| 24 | 2  | Morality Bites                       | Lekcja moralności                                                                              | John Behring       | Chris Levinson, Zack Estrin            | 7 października 1999  | 20 stycznia 2003 |
| Prue i Piper używają zaklęcia by powstrzymać psa od wypróżnienia się przy wejściu do domu, mimo że można zaliczyć taki typ zaklęcia do korzyści osobistej. Wkrótce potem Phoebe ma wizję, w której zostaje spalona na stosie, więc siostry chcąc zapobiec tragedii rzucają kolejne zaklęcie, które przenosi je 10 lat w przyszłość. Tam okazuje się, że Prue została bezwzględną biznesmenką, Phoebe odsiaduje w więzieniu w oczekiwaniu na egzekucję ponieważ zabiła człowieka, a Piper odkrywa, że rozwiodła się z Leo z którym ma córkę Melindę.                       |    |                                      |                                                                                                |                    |                                        |                      |                  |
| 25 | 3  | The Painted World                    | Malowany światŚwiat w ramce                                                                    | Kevin Inch         | Constance M. Burge                     | 14 października 1999 | 27 stycznia 2003 |
| Prue odnajduje dziwne słowa na obrazie w domu aukcyjnym, które, gdy wymawia je na głos, wysyłają ją do innego wymiaru. Tam, pozornie niewinny człowiek, którego próbuje ocalić okazuje się być w rzeczywistości czarownikiem uwięzionym tam wcześniej przez czarownicę. |    |                                      |                                                                                                |                    |                                        |                      |                  |
| 26 | 4  | The Devil’s Music                    | Szatańska muzykaDiabelska muzykaSzatańskie brzmienie                                           | Richard Compton    | David Simkins                          | 21 października 1999 | 3 lutego 2003    |
| Phoebe i Prue konspirują za plecami Piper, by wziąć pożyczkę, by pomóc siostrze otworzyć wymarzony biznes - klub nazwany później P3. Leo zaprasza menażera Carltona, by zespół Dishwalla, którym się zajmuje, wystąpił w klubie, mimo świadomości, że menażer ten podpisał kontrakt z demonem, który w zamian za dusze młodych dziewcząt przynosi mu sławę i fortunę. Detektyw Darryl Morris również tego nie wie, ale podejrzewa, że Carlton jest zamieszany w zniknięcia kobiet z poprzednich koncertów zespołu.                                                        |    |                                      |                                                                                                |                    |                                        |                      |                  |
| 27 | 5  | She’s a Man, Baby, a Man!            | Ona jest mężczyzną!Ona jest facetem!                                                           | Martha Mitchell    | Javier Grillo-Marxuach                 | 3 listopada 1999     | 10 lutego 2003   |
| Gdy fala gorąca nawiedza San Francisco, Phoebe zaczyna mieć erotyczne sny w których zabija swoich partnerów seksualnych. Okazuje się, że jest dzięki swoim mocom mentalnie połączona z demonem seksu zwanym Sukkub, który wysysa z mężczyzn testosteron. Gdy siostry rzucają zaklęcie mając nadzieję znaleźć i unicestwić sukkuba, Prue zmienia się w mężczyznę. |    |                                      |                                                                                                |                    |                                        |                      |                  |
| 28 | 6  | That Old Black Magic                 | Stara, czarna magiaStara dobra czarna magia                                                    | James L. Conway    | Valerie Mayhew, Vivian Mayhew          | 11 listopada 1999    | 17 lutego 2003   |
| Gdy trójka uczniów zostaje ofiarami złej wiedźmy, która uciekła ze swego więzienia w poszukiwaniu swojej różdżki, Leo powraca by pomóc. Okazuje się, że jest tylko jedna osoba, która może użyć różdżki by pokonać czarownicę – Wybraniec, który okazuje się nastolatkiem o imieniu Kyle. W tym czasie Leo odkrywa również, że Piper ma nowego chłopaka – Dana. |    |                                      |                                                                                                |                    |                                        |                      |                  |
| 29 | 7  | They’re Everywhere                   | Oni są wszędzie                                                                                | Mel Damski         | Sheryl J. Anderson                     | 18 listopada 1999    | 24 lutego 2003   |
| Czarownicy zajmujący się kradnięciem pamięci polują na młodego człowieka, który zlokalizował jedno z największych źródeł mocy na świecie. Siostry próbują zapobiec tragedii, a Prue ma pełne ręce roboty z powodu swojego współpracownika Jacka Sheridana. |    |                                      |                                                                                                |                    |                                        |                      |                  |
| 30 | 8  | P3 H2O                               | Tajemnice matkiP3 20 lat później                                                               | John Behring       | Chris Levinson, Zack Estrin            | 9 grudnia 1999       | 3 marca 2003     |
| Prue, która wciąż ma traumę związaną z wodą odkąd jako dziecko była świadkiem utopienia się jej matki, musi się zmierzyć z nią po raz kolejny gdy odwiedzają miejsce obozowiska nad jeziorem gdzie to się stało, próbując unicestwić wodnego demona. W trakcie wykonywania zadania spotykają Sama Wildera, byłego Białego Promienia ich matki. |    |                                      |                                                                                                |                    |                                        |                      |                  |
| 31 | 9  | Ms. Hellfire                         | Groźna zabójczyniPani Salwa                                                                    | Craig Zisk         | Sheryl J. Anderson, Constance M. Burge | 13 stycznia 2000     | 10 marca 2003    |
| Próba asasynacji sióstr przez nieznaną im kobietę o pseudonimie Pani Salwa, prowadzi do tego, że Prue podszywa się pod nią, by dowiedzieć się dlaczego została wynajęta. W trakcie zadania zaczyna czuć coś do pracodawcy, który zatrudnił prawdziwą Panią Salwę, z wzajemnością. |    |                                      |                                                                                                |                    |                                        |                      |                  |
| 32 | 10 | Heartbreak City                      | Miasto złamanych serc                                                                          | Michael Zinberg    | David Simkins                          | 20 stycznia 2000     | 17 marca 2003    |
| Demon zwany Drasi kradnie pierścień kupidyna, który służy do łączenia ze sobą par. Teraz kupidyn musi przekonać siostry, by pomogły mu odzyskać pierścień zanim Drasi zerwie wszystkie związki stworzone przez kupidyna, ostatecznie go zabijając. |    |                                      |                                                                                                |                    |                                        |                      |                  |
| 33 | 11 | Reckless Abandon                     | Na straży porzuconego dzieckaBezmyślne porzucenie                                              | Craig Zisk         | Javier Grillo-Marxuach                 | 27 stycznia 2000     | 24 marca 2003    |
| Siostry muszą znaleźć sposób na zniszczenie ducha, który zabijał po kolei wszystkich mężczyzn w pewnej rodzinie, by ocalić ostatniego z nich - niemowlaka o imieniu Matthew. |    |                                      |                                                                                                |                    |                                        |                      |                  |
| 34 | 12 | Awakened                             | Przebudzenie                                                                                   | Anson Williams     | Valerie Mayhew, Vivian Mayhew          | 3 lutego 2000        | 31 marca 2003    |
| Gdy Piper zaraża się niebezpiecznym wirusem, który zagraża jej życiu, Prue i Phoebe rzucają zaklęcie przebudzenia, chcąc uratować jej życie. Jednak ponieważ zaklęcie zostało użyte dla własnej korzyści, ma ono pewne konsekwencje - siostry nie mogą zasnąć a choroba Piper zaczyna się rozprzestrzeniać na inne osoby. W tym czasie Prue rezygnuje z pracy w domu aukcyjnym, a Phoebe wstępuje na uniwersytet. Siostry cofają w końcu zaklęcie, a Leo, wbrew poleceniom Rady Starszych, leczy Piper, za co zostaje zawieszony w swoich obowiązkach jako Biały Promień. |    |                                      |                                                                                                |                    |                                        |                      |                  |
| 35 | 13 | Animal Pragmatism                    | Zwierzęcy pragmatyzmZwierzęce przyciąganie                                                     | Don Kurt           | Chris Levinson, Zack Estrin            | 10 lutego 2000       | 7 kwietnia 2003  |
| Trójka samotnych studentek z roku Phoebe szukając mężczyzn które by je pokochali, z pomocą zaklęcia przemienia węża, świnię i królika w ludzi. Zwierzęta jednak wymykają się spod kontroli i sprawiają kłopoty. W tym czasie Prue próbuje przyzwyczaić się do bycia bezrobotną i pomaga w klubie. |    |                                      |                                                                                                |                    |                                        |                      |                  |
| 36 | 14 | Pardon My Past                       | Wybaczcie mi moją przeszłośćDemony przeszłościPodróż do przeszłości                            | John Paré          | Michael Gleason                        | 17 lutego 2000       | 14 kwietnia 2003 |
| Phoebe doświadcza wizji jednego ze swoich przeszłych żyć w którym ona i jej siostry były kuzynkami w latach 20. XX wieku. Jednakże w przeszłości Phoebe była zła i miała obsesję na punkcie mocy magicznej, za co została przeklęta na to i może mieć wpływ na jej obecne wcielenie. |    |                                      |                                                                                                |                    |                                        |                      |                  |
| 37 | 15 | Give Me a Sign                       | Daj mi znak                                                                                    | James A. Contner   | Sheryl J. Anderson                     | 24 lutego 2000       | 28 kwietnia 2003 |
| Demon Litvack rozkazuje swym podwładnym zabicie Bane’a Jessupa, którego Prue pomogła wsadzić za kratki, po tym jak próbował je zabić. Bane porywa Prue, żądając od niej pomocy. |    |                                      |                                                                                                |                    |                                        |                      |                  |
| 38 | 16 | Murphy’s Luck                        | Pechowa kobietaSzczęście MurphyPrawo Murphy’ego                                                | John Behring       | David Simkins                          | 30 marca 2000        | 5 maja 2003      |
| Po tym jak Prue ratuje kobietę o imieniu Maggie Murphy gdy ta próbuje popełnić samobójstwo, Mroczny Promień rzuca na nią klątwę, która wpędza Prue w depresję. |    |                                      |                                                                                                |                    |                                        |                      |                  |
| 39 | 17 | How to Make a Quilt Out of Americans | Kołdra po amerykańskuZ rodziną najlepiej wychodzi się na zdjęciachSkrawki amerykańskiego życia | Kevin Inch         | Javier Grillo-Marxuach, Robert Masello | 6 kwietnia 2000      | 12 maja 2003     |
| Grupa podstarzałych czarownic, koleżanek babci Halliwell, wzywają demona, który zapewniłby im ponowną młodość. Jedkakże w zamian demon żąda mocy czarodziejek. |    |                                      |                                                                                                |                    |                                        |                      |                  |
| 40 | 18 | Chick Flick                          | Filmowy bohaterSrebrny seansBabski film                                                        | Michael Schultz    | Zack Estrin, Chris Levinson            | 20 kwietnia 2000     | 19 maja 2003     |
| Piper i Leo próbują znaleźć czas na normalną randkę, co okazuje się trudnym zadaniem z powodu dodatkowych obowiązków które ma każdy z nich. W tym czasie demon iluzji przywraca do życia nieśmiertelne postaci (takie jak np. krwawa Mary) ze starych filmów klasy B, by wykorzystać je do zabicia czarodziejek. |    |                                      |                                                                                                |                    |                                        |                      |                  |
| 41 | 19 | Ex Libris                            | EkslibrisEx Libris                                                                             | Joel J. Feigenbaum | Peter Chomsky, Brad Kern               | 27 kwietnia 2000     | 26 maja 2003     |
| Siostry poszukują demona odpowiedzialnego za morderstwo jednej z koleżanek Phoebe ze studiów. W tym czasie Dan odkrywa, że Leo był poprzednio żonaty. Prue próbuje pomóc człowiekowi szukającemu świadka morderstwa swojej córki. |    |                                      |                                                                                                |                    |                                        |                      |                  |
| 42 | 20 | Astral Monkey                        | Astralna małpa                                                                                 | Craig Zisk         | David Simkins, Constance M. Burge      | 4 maja 2000          | 2 czerwca 2003   |
| Twarz Prue ląduje w telewizji po tym jak jeden z paparazzi myśli że ta umawia się z popularnym aktorem. W tym czasie doktor który leczył Piper gdy była śmiertelnie chora odkrywa zdolności sióstr i postanawia to wykorzystać do własnych celów. |    |                                      |                                                                                                |                    |                                        |                      |                  |
| 43 | 21 | Apocalypse Not                       | Jeźdźcy ApokalipsyApokalipsy nie będzieApokalipsa, nie                                         | Michael Zinberg    | Sanford Golden, Sheryl J. Anderson     | 11 maja 2000         | 9 czerwca 2003   |
| Zaklęcie unicestwienia czterech jeźdźców apokalipsy nie zadziało jak powinno, powodując uwięzienie Prue i jednego z jeźdźców. Piper i Phoebe muszą połączyć siły z pozostałymi jeźdźcami by uwolnić uwięzionych, zanim będzie za późno. |    |                                      |                                                                                                |                    |                                        |                      |                  |
| 44 | 22 | Be Careful What You Witch For        | Ostrożnie z życzeniami                                                                         | Shannen Doherty    | Chris Levinson, Zack Estrin, Brad Kern | 18 maja 2000         | 16 czerwca 2003  |
| Dżin zatrudniony przez Triadę by zdobyć moce sióstr, oferuje im spełnienie życzenia każdej z sióstr. Lecz gdy mu odmawiają, dżin podstępem wydobywa od nich życzenia, co w rezultacie skutkuje niekontrolowaną mocą latania dla Phoebe, śmiercią Prue i gwałtownym starzeniem się Dana, który w końcu poznaje sekret Piper. |    |                                      |                                                                                                |                    |                                        |                      |                  |

1. 1 2 3 4 5 6 7 8 9 10 11 12 13 14 15 16 17  Tytuł nadany podczas emisji na kanale Hallmark Channel.
2. 1 2 3 4 5 6 7 8 9 10 11 12 13 14 15  Tytuł nadany podczas emisji na kanale Sci Fi Polska.
3. 1 2 3 4 5 6 7 8 9 10 11 12 13 14 15  Tytuł nadany podczas emisji na kanale Fox Life Polska.
4. 1 2 3 4 5 6  Tytuł nadany podczas emisji na kanale Sci Fi Channel (2008 rok).

## Seria 3: 2000–2001
| 45 | 1  | The Honeymoon’s Over                | Koniec miodowego miesiąca                                                       | Jim Conway         | Brad Kern                                   | 5 października 2000  | 24 marca 2007    |
| 46 | 2  | Magic Hour                          | Magiczna godzinaGodzina magii                                                   | John Behring       | Zack Estrin, Chris Levinson                 | 12 października 2000 | 7 kwietnia 2007  |
| 47 | 3  | Once Upon a Time                    | Dawno, dawno temu...                                                            | Joel J. Feigenbaum | Krista Vernoff                              | 19 października 2000 | 21 kwietnia 2007 |
| 48 | 4  | All Halliwell’s Eve                 | HalloweenPodróż w przeszłośćPodróż do przeszłości                               | Richard Compton    | David Simkins                               | 26 października 2000 | 28 kwietnia 2007 |
| W Halloween czarownica żyjąca w XVII wieku o imieniu Eva wzywa siostry Halliwell do przeszłości, by pomogły uratować brzemienną czarownicę Charlotte z rąk złej wiedźmy, która pragnie jej dziecka. Wkrótce okazuje się, że dzieckiem w łonie Charlotte jest przodkini sióstr, Melinda Warren. Cole również podróżuje do przeszłości by przejąć Melindę. W tym czasie Leo i Darryl walczą z dwoma demonami, które zostały niegdyś unicestwione przez siostry, ale udało się im powrócić dzięki potędze Halloween. |    |                                     |                                                                                 |                    |                                             |                      |                  |
| 49 | 5  | Sight Unseen                        | Na ślepoTo czego nie widaćCzego oczy nie widzą...                               | Perry Lang         | William Schmidt                             | 2 listopada 2000     | 12 maja 2007     |
| 50 | 6  | Primrose Empath                     | Zmienne moceW przypływie empatiiNie ma róży bez kolców                          | Mel Damski         | Daniel Cerone                               | 9 listopada 2000     | 19 maja 2007     |
| 51 | 7  | Power Outage                        | Przerwa w dostawie mocyAwaria mocyPrzerwa w dopływie mocy                       | Craig Zisk         | Monica Breen, Alison Schapker               | 16 listopada 2000    | 26 maja 2007     |
| 52 | 8  | Sleuthing with the Enemy            | Współpraca z wrogiemSypiając z wrogiemWęsząc z wrogiem                          | Noel Nosseck       | Peter Hume                                  | 14 grudnia 2000      | 9 czerwca 2007   |
| 53 | 9  | Coyote Piper                        | Wcielenie kojotaRycząca PiperBarmanka Piper                                     | Chris Long         | Krista Vernoff                              | 11 stycznia 2001     | 16 czerwca 2007  |
| 54 | 10 | We All Scream for Ice Cream         | Tajemniczy lodziarzLody, lody dla ochłody...Lody dla ochłody                    | Allan Kroeker      | Chris Levinson, Zack Estrin                 | 18 stycznia 2000     | 23 czerwca 2007  |
| 55 | 11 | Blinded by the Whitelighter         | Oślepieni przez demonyOślepiony blaskiem białego promieniaOślepiająca światłość | David Straiton     | Nell Scovell                                | 25 stycznia 2001     | 30 czerwca 2007  |
| 56 | 12 | Wrestling with Demons               | Na ringu z demonamiZapasy z demonamiDemoniczne zapasy                           | Joel J. Feigenbaum | Sheryl J. Anderson                          | 1 lutego 2001        | 7 lipca 2007     |
| 57 | 13 | Bride and Gloom                     | Mroczne weseleMrok i Panna młodaNarzeczona upiora                               | Chris Long         | William Schmidt                             | 8 lutego 2001        | 14 lipca 2007    |
| 58 | 14 | The Good, the Bad and the Cursed    | Dobry, zły i przeklętyDobrzy, źli i przeklęciDobre, złe i przeklęte             | Shannen Doherty    | Monica Breen, Alison Schapker               | 15 lutego 2001       | 21 lipca 2007    |
| 59 | 15 | Just Harried                        | Zadręczona PrueŚwieżo udręczonaŻona udręczona                                   | Mel Damski         | Daniel Cerone                               | 22 lutego 2001       | 28 lipca 2007    |
| 60 | 16 | Death Takes a Halliwell             | Twarzą w twarz ze śmierciąŚmierć zabiera HalliwellŚmierć nie odpoczywa          | Jon Pare           | Krista Vernoff                              | 15 marca 2001        | 4 sierpnia 2007  |
| 61 | 17 | Pre-Witched                         | Dawne czasyPra-wiedźmyByło sobie zwykłe życie                                   | David Straiton     | Chris Levinson, Zack Estrin                 | 22 marca 2001        | 11 sierpnia 2007 |
| 62 | 18 | Sin Francisco                       | Miasto pełne grzechówMiasto grzechuA to grzech!                                 | Joel J. Feigenbaum | Nell Scovell                                | 19 kwietnia 2001     | 18 sierpnia 2007 |
| 63 | 19 | The Demon Who Came in from the Cold | Szpieg wśród demonówMrożący krew w żyłach demonDemon, który z lodu powstał      | Anson Williams     | Sheryl J. Anderson                          | 26 kwietnia 2001     | 25 sierpnia 2007 |
| 64 | 20 | Exit Strategy                       | Strategia wyjściaWyjście awaryjnePlan wyjścia                                   | Joel J. Feigenbaum | Peter Hume, Daniel Cerone                   | 3 maja 2001          | 1 września 2007  |
| 65 | 21 | Look Who’s Barking                  | Kto to szczeka?I kto to szczeka?                                                | John Behring       | Monica Breen, Alison Schapker, Curtis Kheel | 10 maja 2001         | 8 września 2007  |
| 66 | 22 | All Hell Breaks Loose               | Piekło na ziemiRozpętało się piekłoŚwiat się wali                               | Shannen Doherty    | Brad Kern                                   | 17 maja 2001         | 15 września 2007 |

1. 1 2 3 4 5 6 7 8 9 10 11 12 13 14 15 16 17 18 19 20 21  Tytuł nadany podczas emisji na kanale Hallmark Channel.
2. 1 2 3 4 5 6 7 8 9 10 11 12 13 14 15 16 17 18 19 20  Tytuł nadany podczas emisji na kanale Fox Life Polska.
3. 1 2 3 4 5 6 7 8 9 10 11 12 13 14 15 16 17 18 19 20  Tytuł nadany podczas emisji na kanale Sci Fi Polska.
4. 1 2 3 4 5 6 7 8 9 10 11 12 13 14 15 16 17 18 19 20  Tytuł nadany podczas emisji na kanale Sci Fi Channel (2008 rok).
5. ↑  Brak danych odnośnie stacji nadającej tytuł (podane za programem telewizyjnym).

## Seria 4: 2001–2002
| Lp. | Nr | Tytuł oryginalny            | Tytuł polski                                                      | Reżyseria           | Scenariusz                              | Premiera (The WB)    | Premiera w Polsce (Polsat) |
| --- | -- | --------------------------- | ----------------------------------------------------------------- | ------------------- | --------------------------------------- | -------------------- | -------------------------- |
| 67  | 1  | Charmed Again - Part 1      | Powrót mocy (Część 1)Znów czarujemy - część 1Moc trzech - część 1 | Mel Damski          | Brad Kern                               | 4 października 2001  | 22 września 2007           |
| 68  | 2  | Charmed Again - Part 2      | Powrót mocy (Część 2)Znów czarujemy - część 2Moc trzech - część 2 | Mel Damski          | Brad Kern                               | 4 października 2001  | 29 września 2007           |
| 69  | 3  | Hell Hath No Fury           | Furie i ich władzaPiekielna furiaSłaba płeć?                      | Chris Long          | Krista Vernoff                          | 11 października 2001 | 6 października 2007        |
| 70  | 4  | Enter the Demon             | W ciele demonaWchodząc w demonaWejście demona                     | Joel J. Feigenbaum  | Daniel Cerone                           | 18 października 2001 | 13 października 2007       |
| 71  | 5  | Size Matters                | Miniaturowa czarodziejkaZnaczenie wzrostuKompleks niższości       | Noel Nosseck        | Nell Scovell                            | 25 października 2001 | 20 października 2007       |
| 72  | 6  | A Knight to Remember        | Rycerz z bajkiPamiętna bajkaPamiętna historia                     | David Straiton      | Alison Schapker, Monica Breen           | 1 listopada 2001     | 27 października 2007       |
| 73  | 7  | Brain Drain                 | Drenaż mózguDren mózguPłukanie mózgu                              | John Behring        | Curtis Kheel                            | 8 listopada 2001     | 3 listopada 2007           |
| 74  | 8  | Black as Cole               | Okrutny jak ColeMroczny jak ColeCzarny jak demon                  | Les Landau          | Abbey Campbell, Brad Kern, Nell Scovell | 15 listopada 2001    | 10 listopada 2007          |
| 75  | 9  | Muse to My Ears             | Muzy CzarnoksiężnikaMuza dla moich uszuUśpiona muza               | Joel J. Feigenbaum  | Krista Vernoff                          | 13 grudnia 2001      | 17 listopada 2007          |
| 76  | 10 | A Paige from the Past       | Wyprawa w przeszłośćPaige z przeszłości                           | James L. Conway     | Daniel Cerone                           | 17 stycznia 2002     | 24 listopada 2007          |
| 77  | 11 | Trial by Magic              | Sądowa magiaMagia w sądzie                                        | Chip Scott Laughlin | Michael Gleason                         | 24 stycznia 2002     | 15 grudnia 2007            |
| 78  | 12 | Lost and Bound              | Zagubiony chłopiecStracone i przekroczone                         | Noel Nosseck        | Nell Scovell                            | 31 stycznia 2002     | 22 grudnia 2007            |
| 79  | 13 | Charmed and Dangerous       | Niebezpieczne czaryCzarodziejki i niebezpieczeństwo               | Jon Pare            | Alison Schapker, Monica Breen           | 7 lutego 2002        | 29 grudnia 2007            |
| 80  | 14 | The Three Faces of Phoebe   | Trzy twarze PhoebePhoebe o trzech twarzach                        | Joel J. Feigenbaum  | Curtis Kheel                            | 14 lutego 2002       | 5 stycznia 2008            |
| 81  | 15 | Marry-Go-Round              | Weselna karuzelaWychodzić za mąż                                  | Chris Long          | Daniel Cerone                           | 14 marca 2002        | 12 stycznia 2008           |
| 82  | 16 | The Fifth Halliwheel        | Piąte koło u wozu                                                 | David Straiton      | Krista Vernoff                          | 21 marca 2002        | 19 stycznia 2008           |
| 83  | 17 | Saving Private Leo          | Szeregowiec LeoRatując szeregowca Leo                             | John Behring        | Daniel Cerone, Doug E. Jones            | 28 marca 2002        | 26 stycznia 2008           |
| 84  | 18 | Bite Me                     | Ugryź mnie!                                                       | John T. Kretchmer   | Curtis Kheel                            | 18 kwietnia 2002     | 2 lutego 2008              |
| 85  | 19 | We’re Off to See the Wizard | Spotkanie z czarownikiemPoszłyśmy na spotkanie z czarownikiem     | Timothy Lonsdale    | Alison Schapker, Monica Breen           | 25 kwietnia 2002     | 9 lutego 2008              |
| 86  | 20 | Long Live the Queen         | Niech żyje królowa!                                               | Jon Paré            | Krista Vernoff                          | 2 maja 2002          | 16 lutego 2008             |
| 87  | 21 | Womb Raider                 | Złodziej nienarodzonych dzieciMagiczny jeździec                   | Mel Damski          | Daniel Cerone                           | 9 maja 2002          | 23 lutego 2008             |
| 88  | 22 | Witch Way Now?              | Co teraz?                                                         | Brad Kern           | Brad Kern                               | 16 maja 2002         | 1 marca 2008               |

1. 1 2 3 4 5 6 7 8 9 10 11 12 13 14 15 16 17 18  Tytuł nadany podczas emisji na kanale Hallmark Channel oraz Sci Fi Polska.
2. 1 2 3 4 5 6 7 8 9 10 11 12 13 14 15 16 17 18  Tytuł nadany podczas emisji na kanale Fox Life Polska.
3. 1 2 3 4 5 6 7 8 9  Tytuł nadany podczas emisji na kanale Sci Fi Channel (2008 rok).

## Seria 5: 2002–2003
| Lp. | Nr | Tytuł oryginalny               | Tytuł polski                                                                       | Reżyseria                          | Scenariusz                                                | Premiera (The WB)    | Premiera w Polsce (Polsat) |
| --- | -- | ------------------------------ | ---------------------------------------------------------------------------------- | ---------------------------------- | --------------------------------------------------------- | -------------------- | -------------------------- |
| 89  | 1  | A Witch’s Tail - Part 1        | Ogon Czarownicy - część 1                                                          | James L. Conway                    | Daniel Cerone                                             | 22 września 2002     | 8 marca 2008               |
| 90  | 2  | A Witch’s Tail - Part 2        | Ogon Czarownicy - część 2                                                          | Mel Damski                         | Monica Breen, Alison Schapker                             | 22 września 2002     | 15 marca 2008              |
| 91  | 3  | Happily Ever After             | Żyli długo i szczęśliwieI żyli długo i szczęśliwie                                 | John T. Kretchmer                  | Curtis Kheel                                              | 29 września 2002     | 22 marca 2008              |
| 92  | 4  | Siren’s Song                   | Pieśń demonicznej kusicielkiŚpiew kusicielki                                       | Joel J. Feigenbaum                 | Krista Vernoff                                            | 6 października 2002  | 29 marca 2008              |
| 93  | 5  | Witches in Tights              | Czarownice w rajstopachMagia nosi maskę                                            | David Straiton                     | Mark Wilding                                              | 13 października 2002 | 12 kwietnia 2008           |
| 94  | 6  | The Eyes Have It               | Oczy to mają                                                                       | James Marshall                     | Laurie Parres                                             | 20 października 2002 | 19 kwietnia 2008           |
| 95  | 7  | Sympathy for the Demon         | Z sympatii dla demonaWspółczucie dla demona                                        | Stuart Gillard                     | Henry Alonso Myers                                        | 3 listopada 2002     | 26 kwietnia 2008           |
| 96  | 8  | A Witch in Time                | Czarownica w pętli czasu                                                           | John Behring                       | Daniel Cerone                                             | 10 listopada 2002    | 3 maja 2008                |
| 97  | 9  | Sam I Am                       | To ja SamJestem Sam, twój ojciec                                                   | Joel J. Feigenbaum                 | Alison Schapker, Monica Breen                             | 17 listopada 2002    | 17 maja 2008               |
| 98  | 10 | Y Tu Mummy Tambien             | Mumia dla demonaGrobowiec mumii                                                    | Chris Long                         | Curtis Kheel                                              | 5 stycznia 2003      | 31 maja 2008               |
| 99  | 11 | The Importance of Being Phoebe | Jak zostać PhoebeZnaczenie bycia Phoebe                                            | Derek Johansen                     | Krista Vernoff                                            | 12 stycznia 2003     | 7 czerwca 2008             |
| 100 | 12 | Centennial Charmed             | Setne spotkanieSetne czarodziejki                                                  | James L. Conway                    | Brad Kern                                                 | 19 stycznia 2003     | 14 czerwca 2008            |
| 101 | 13 | House Call                     | Wizyta szamanaObsesje                                                              | Jon Paré                           | Henry Alonso Myers                                        | 2 lutego 2003        | 21 czerwca 2008            |
| 102 | 14 | Sand Francisco Dreamin         | Piaskowy dziadekSenne zaklęcie                                                     | John T. Kretchmer                  | Alison Schapker, Monica Breen                             | 9 lutego 2003        | 28 czerwca 2008            |
| 103 | 15 | The Day the Magic Died         | Dzień, w którym umarła magia                                                       | Stuart Gillard                     | Daniel Cerone                                             | 16 lutego 2003       | 5 lipca 2008               |
| 104 | 16 | Baby’s First Demon             | Pierwszy demon dziecka                                                             | John T. Kretchmer                  | Krista Vernoff                                            | 30 marca 2003        | 12 lipca 2008              |
| 105 | 17 | Lucky Charmed                  | Zabójca krasnoludkówSzczęście czarodziejek                                         | Roxann Dawson                      | Curtis Kheel                                              | 6 kwietnia 2003      | 19 lipca 2008              |
| 106 | 18 | Cat House                      | Koci dom                                                                           | James L. Conway                    | Brad Kern                                                 | 13 kwietnia 2003     | 26 lipca 2008              |
| 107 | 19 | Nymphs Just Wanna Have Fun     | Nimfy, które chciały się zabawićNiegrzeczne nimfyNimfy zwyczajnie chcą się zabawić | Mel Damski                         | Andrea Stevens, Doug E. Jones                             | 20 kwietnia 2003     | 2 sierpnia 2008            |
| 108 | 20 | Sense and Sense Ability        | Zmysł i wrażliwośćZmysł i zmyślność                                                | Stewart Schill, Joel J. Feigenbaum | Brian Krause, Ed Bokinskie, Daniel Cerone, Krista Vernoff | 27 kwietnia 2003     | 9 sierpnia 2008            |
| 109 | 21 | Necromancing the Stone         | Wywoływanie duchówMiłość, szmaragd i duch                                          | Jon Paré                           | Henry Alonso Myers, Alison Schapker, Monica Breen         | 4 maja 2003          | 16 sierpnia 2008           |
| 110 | 22 | Oh My Goddess - Part 1         | Wielkie nieba! - część 1Ach, moja pani! - część 1                                  | Jonathan West                      | Krista Vernoff, Curtis Kheel                              | 11 maja 2003         | 23 sierpnia 2008           |
| 111 | 23 | Oh My Goddess - Part 2         | Wielkie nieba! - część 2Ach, moja pani! - część 2                                  | Joel J. Feigenbaum                 | Daniel Cerone                                             | 11 maja 2003         | 30 sierpnia 2008           |

1. 1 2 3 4 5 6 7 8 9 10 11 12 13 14 15 16  Tytuł nadany podczas emisji na kanale Hallmark Channel.
2. 1 2 3 4 5 6 7 8 9 10 11 12 13 14 15 16  Tytuł nadany podczas emisji na kanale Sci Fi Polska.
3. 1 2 3 4 5 6 7 8 9 10 11 12 13 14 15 16  Tytuł nadany podczas emisji na kanale Fox Life Polska.

## Seria 6: 2003–2004
| Lp. | Nr | Tytuł oryginalny                         | Tytuł polski                                                             | Reżyseria          | Scenariusz                 | Premiera (The WB)    | Premiera w Polsce                                              |
| --- | -- | ---------------------------------------- | ------------------------------------------------------------------------ | ------------------ | -------------------------- | -------------------- | -------------------------------------------------------------- |
| 112 | 1  | Valhalley of the Dolls - Part 1          | W krainie lalek - część 1Wyspa lalek - część 1                           | James L. Conway    | Brad Kern                  | 28 września 2003     | 22 maja 2008 (Sci Fi Channel) 6 września 2008 (Polsat)         |
| 113 | 2  | Valhalley of the Dolls - Part 2          | W krainie lalek - część 2Wyspa lalek - część 2                           | James L. Conway    | Brad Kern                  | 28 września 2003     | 22 maja 2008 (Sci Fi Channel) 13 września 2008 (Polsat)        |
| 114 | 3  | Forget Me… Not                           | Zapomnij o mnie... albo nieZapominajka                                   | John T. Kretchmer  | Henry Alonso Myers         | 5 października 2003  | 29 maja 2008 (Sci Fi Channel) 20 września 2008 (Polsat)        |
| 115 | 4  | The Power of Three Blondes               | Siła trzech blondynekMoc trzech blondynek                                | John Behring       | Daniel Cerone              | 12 października 2003 | 29 maja 2008 (Sci Fi Channel) 27 września 2008 (Polsat)        |
| 116 | 5  | Love’s a Witch                           | Miłość czarodziejkiMiłość nie wybiera                                    | Stuart Gillard     | Jeannine Renshaw           | 19 października 2003 | 5 czerwca 2008 (Sci Fi Channel) 4 października 2008 (Polsat)   |
| 117 | 6  | My Three Witches                         | Moje trzy czarodziejkiMoje czarodziejki                                  | Joel J. Feigenbaum | Scott Lipsey, Whip Lipsey  | 26 października 2003 | 5 czerwca 2008 (Sci Fi Channel) 11 października 2008 (Polsat)  |
| 118 | 7  | Soul Survivor                            | Uratowana duszaOcalonyDom otwarty                                        | Mel Damski         | Curtis Kheel               | 2 listopada 2003     | 12 czerwca 2008 (Sci Fi Channel) 18 października 2008 (Polsat) |
| 119 | 8  | Sword and the City                       | Miecz w wielkim mieścieMiecz w mieście                                   | Derek Johansen     | David Simkins              | 9 listopada 2003     | 12 czerwca 2008 (Sci Fi Channel) 25 października 2008 (Polsat) |
| 120 | 9  | Little Monsters                          | Małe potwory                                                             | James L. Conway    | Julie Hess                 | 16 listopada 2003    | 19 czerwca 2008 (Sci Fi Channel) 8 listopada 2008 (Polsat)     |
| 121 | 10 | Chris-Crossed                            | Przebrany ChrisW tarapatachRozgryźć Chrisa                               | Joel J. Feigenbaum | Cameron Litvack            | 23 listopada 2003    | 19 czerwca 2008 (Sci Fi Channel) 15 listopada 2008 (Polsat)    |
| 122 | 11 | Witchstock                               | Czarodziejskie rekwizytyCudowne lataPrzystanek Wiedźmostock              | James A. Contner   | Daniel Cerone              | 11 stycznia 2004     | 26 czerwca 2008 (Sci Fi Channel) 22 listopada 2008 (Polsat)    |
| 123 | 12 | Prince Charmed                           | Książę z bajkiZaczarowany królewiczZaklęty książę                        | David Jackson      | Henry Alonso Myers         | 18 stycznia 2004     | 26 czerwca 2008 (Sci Fi Channel) 29 listopada 2008 (Polsat)    |
| 124 | 13 | Used Karma                               | Zużyta karmaMata Hari                                                    | John T. Kretchmer  | Jeannine Renshaw           | 25 stycznia 2004     | 3 lipca 2008 (Sci Fi Channel) 6 grudnia 2008 (Polsat)          |
| 125 | 14 | The Legend of Sleepy Halliwell           | Legenda o śpiącej HalliwellJeździec bez głowyLegenda o Jeźdźcu Bez Głowy | Jon Paré           | Cameron Litvack            | 8 lutego 2004        | 3 lipca 2008 (Sci Fi Channel) 13 grudnia 2008 (Polsat)         |
| 126 | 15 | I Dream of Phoebe                        | Marzę o PhoebeMarzenia o Phoebe                                          | John T. Kretchmer  | Curtis Kheel               | 15 lutego 2004       | 10 lipca 2008 (Sci Fi Channel) 20 grudnia 2008 (Polsat)        |
| 127 | 16 | The Courtship of Wyatt’s Father          | Zaloty ojca Wyatta                                                       | Joel J. Feigenbaum | Brad Kern                  | 22 lutego 2004       | 10 lipca 2008 (Sci Fi Channel) 27 grudnia 2008 (Polsat)        |
| 128 | 17 | Hyde School Reunion                      | Szkolny zjazdSpotkanie po latach                                         | Jonathan West      | David Simkins              | 14 marca 2004        | 17 lipca 2008 (Sci Fi Channel) 3 stycznia 2009 (Polsat)        |
| 129 | 18 | Spin City                                | Zakręcone miasto                                                         | Mel Damski         | Andy Reaser, Doug E. Jones | 18 kwietnia 2004     | 17 lipca 2008 (Sci Fi Channel) 10 stycznia 2009 (Polsat)       |
| 130 | 19 | Crimes and Witch Demeanors               | Zbrodnie i występki czarownicZbrodnie i czary                            | John T. Kretchmer  | Henry Alonso Myers         | 25 kwietnia 2004     | 24 lipca 2008 (Sci Fi Channel) 17 stycznia 2009 (Polsat)       |
| 131 | 20 | A Wrong Day’s Journey into Right         | Zły dzień na czaryDługa podróż złą drogą w dobrą stronę                  | Derek Johansen     | Cameron Litvack            | 2 maja 2004          | 24 lipca 2008 (Sci Fi Channel) 24 stycznia 2009 (Polsat)       |
| 132 | 21 | Witch Wars                               | Wojny czarownic                                                          | David Jackson      | Krista Vernoff             | 9 maja 2004          | 31 lipca 2008 (Sci Fi Channel) 31 stycznia 2009 (Polsat)       |
| 133 | 22 | It’s a Bad, Bad, Bad, Bad World - Part 1 | Baaardzo zły świat - część 1Bardzo zły świat, część 1                    | Jon Paré           | Jeannine Renshaw           | 16 maja 2004         | 31 lipca 2008 (Sci Fi Channel) 7 lutego 2009 (Polsat)          |
| 134 | 23 | It’s a Bad, Bad, Bad, Bad World - Part 2 | Baaardzo zły świat - część 2Bardzo zły świat, część 2                    | Jon Paré           | Curtis Kheel               | 16 maja 2004         | 7 sierpnia 2008 (Sci Fi Channel) 14 lutego 2009 (Polsat)       |

1. 1 2 3 4 5 6 7 8 9 10 11 12 13 14 15 16 17 18 19  Tytuł nadany podczas emisji na kanale Hallmark Channel.
2. 1 2 3 4 5 6 7 8 9 10 11 12 13 14 15 16  Tytuł nadany podczas emisji na kanale Sci Fi Polska.
3. 1 2 3 4 5 6 7 8 9 10 11 12 13 14 15 16 17 18 19  Tytuł nadany podczas emisji na kanale Fox Life Polska.
4. 1 2 3 4 5 6 7 8 9 10 11 12  Tytuł nadany podczas emisji na kanale Sci Fi Channel (2008 rok).

## Seria 7: 2004–2005
| Lp. | Nr | Tytuł oryginalny                           | Tytuł polski                                                                                  | Reżyseria          | Scenariusz                                | Premiera (The WB)    | Premiera w Polsce (Polsat)                               |
| --- | -- | ------------------------------------------ | --------------------------------------------------------------------------------------------- | ------------------ | ----------------------------------------- | -------------------- | -------------------------------------------------------- |
| 135 | 1  | A Call to Arms                             | Wezwanie do dłoniWezwanie do wojskaDo boju!                                                   | James L. Conway    | Brad Kern                                 | 12 września 2004     | 7 sierpnia 2008 (Sci Fi Channel) 21 lutego 2009 (Polsat) |
| 136 | 2  | The Bare Witch Project                     | Czarodziejski projektLekcja historii                                                          | John T. Kretchmer  | Jeannine Renshaw                          | 19 września 2004     | 28 lutego 2009                                           |
| 137 | 3  | Cheaper by the Coven                       | Zaklęcie GramsWalka braci                                                                     | Derek Johansen     | Mark Wilding                              | 26 września 2004     | 7 marca 2009                                             |
| 138 | 4  | Charrrmed!                                 | KlątwaZaczarrrowane!                                                                          | Mel Damski         | Cameron Litvack                           | 3 października 2004  | 14 marca 2009                                            |
| 139 | 5  | Styx Feet Under                            | Nietrafione zaklęcieWięzy krwiStyks stóp pod ziemią                                           | Christopher Leitch | Henry Alonso Myers                        | 10 października 2004 | 21 marca 2009                                            |
| 140 | 6  | Once in a Blue Moon                        | Od wielkiego dzwonuRaz na sto lat                                                             | John T. Kretchmer  | Debra J. Fisher, Erica Messer             | 17 października 2004 | 28 marca 2009                                            |
| 141 | 7  | Someone to Witch Over Me                   | Demon z aniołem stróżemOpiekun                                                                | Jon Paré           | Rob Wright                                | 31 października 2004 | 4 kwietnia 2009                                          |
| 142 | 8  | Charmed Noir                               | Mroczny czarMagia niemego kina                                                                | Michael Grossman   | Curtis Kheel                              | 14 listopada 2004    | 11 kwietnia 2009                                         |
| 143 | 9  | There’s Something About Leo                | Nowe oblicze LeoSposób na Leo                                                                 | Derek Johansen     | Natalie Antoci, Scott Lipsey              | 21 listopada 2004    | 18 kwietnia 2009                                         |
| 144 | 10 | Witchness Protection                       | Ochrona czarownicZaklęcia ochronne                                                            | David Jackson      | Jeannine Renshaw                          | 28 listopada 2004    | 2 maja 2009                                              |
| 145 | 11 | Ordinary Witches                           | Zwyczajne czarowniceCzarownice jakich wiele                                                   | Jonathan West      | Mark Wilding                              | 16 stycznia 2005     | 9 maja 2009                                              |
| 146 | 12 | Extreme Makeover: World Edition (Part 1)   | Całkowita przemiana (Część 1)Ekstremalna metamorfoza (Część 1)Świat nie do poznania (Część 1) | LeVar Burton       | Cameron Litvack                           | 23 stycznia 2005     | 16 maja 2009                                             |
| 147 | 13 | Charmageddon (Part 2)                      | Ostateczna bitwa na czary (Część 2)Czarmageddon (Część 2)                                     | John T. Kretchmer  | Henry Alonso Myers                        | 30 stycznia 2005     | 23 maja 2009                                             |
| 148 | 14 | Carpe Demon                                | Chwytaj demonaCarpe Demon                                                                     | Stuart Gillard     | Curtis Kheel                              | 13 lutego 2005       | 30 maja 2009                                             |
| 149 | 15 | Show Ghouls                                | Upiory na pokazUpiorny kabaret                                                                | Mel Damski         | Rob Wright, Debra J. Fisher, Erica Messer | 20 lutego 2005       | 13 czerwca 2009                                          |
| 150 | 16 | The Seven Year Witch                       | Siedmioletnia czarownicaTest mocy                                                             | Michael Grossman   | Jeannine Renshaw                          | 10 kwietnia 2005     | 20 czerwca 2009                                          |
| 151 | 17 | Scry Hard                                  | Domek dla lalekSzklana pułapka                                                                | Derek Johansen     | Andy Reaser, Doug E. Jones                | 17 kwietnia 2005     | 27 czerwca 2009                                          |
| 152 | 18 | Little Box of Horrors                      | Mała puszka strachówPuszka Pandory                                                            | Jon Paré           | Cameron Litvack                           | 24 kwietnia 2005     | 4 lipca 2009                                             |
| 153 | 19 | Freaky Phoebe                              | Dziwaczna PhoebeDyskretny urok Phoebe                                                         | Michael Grossman   | Mark Wilding                              | 1 maja 2005          | 11 lipca 2009                                            |
| 154 | 20 | Imaginary Fiends                           | Wymyślone demonyWymyślony przyjaciel                                                          | Jonathan West      | Henry Alonso Myers                        | 8 maja 2005          | 18 lipca 2009                                            |
| 155 | 21 | Death Becomes Them (Part 1)                | Ze śmiercią im do twarzy (Część 1)                                                            | John T. Kretchmer  | Curtis Kheel                              | 15 maja 2005         | 25 lipca 2009                                            |
| 156 | 22 | Something Wicca This Way Goes...? (Part 2) | Czary albo życie (Część 2)Właśnie tak odchodzi magia (Część 2)                                | James L. Conway    | Rob Wright, Brad Kern                     | 22 maja 2005         | 1 sierpnia 2009                                          |

1. 1 2 3 4 5 6 7 8 9 10 11 12 13 14 15 16 17 18 19 20 21 22  Tytuł nadany podczas emisji na kanale Hallmark Channel.
2. 1 2 3 4 5 6 7 8 9 10 11 12 13 14 15 16 17 18 19 20 21  Tytuł nadany podczas emisji na kanale Sci Fi Polska.
3. 1 2 3 4 5 6 7 8 9 10 11 12 13 14 15 16 17 18 19 20 21  Tytuł nadany podczas emisji na kanale Fox Life Polska.

## Seria 8: 2005–2006
| Lp. | Nr | Tytuł oryginalny               | Tytuł polski                                                                               | Reżyseria            | Scenariusz                 | Premiera (The WB)    | Premiera w Polsce (Polsat) |
| --- | -- | ------------------------------ | ------------------------------------------------------------------------------------------ | -------------------- | -------------------------- | -------------------- | -------------------------- |
| 157 | 1  | Still Charmed & Kicking        | Czarodziejki ciągle żyweNadal czarujące i walczące                                         | James L. Conway      | Brad Kern                  | 25 września 2005     | 8 sierpnia 2009            |
| 158 | 2  | Malice in Wonderland           | Złośliwości w krainie czarów                                                               | Mel Damski           | Brad Kern                  | 2 października 2005  | 15 sierpnia 2009           |
| 159 | 3  | Run Piper, Run                 | Uciekaj Piper, uciekajBiegnij Piper, biegnij                                               | Derek Johansen       | Cameron Litvack            | 9 października 2005  | 22 sierpnia 2009           |
| 160 | 4  | Desperate Housewitches         | Zdesperowane domowe czarodziejkiZdesperowana czarodziejska gospodyni                       | Jon Paré             | Jeannine Renshaw           | 16 października 2005 | 29 sierpnia 2009           |
| 161 | 5  | Rewitched                      | Odczarowane czarodziejkiReaktywacja czarownic                                              | John Kretchmer       | Rob Wright                 | 23 października 2005 | 5 września 2009            |
| 162 | 6  | Kill Billie Vol. 1             | Kill Billie: Część 1Kill Billie                                                            | Michael Grossman     | Elizabeth Hunter           | 30 października 2005 | 5 września 2009            |
| 163 | 7  | The Lost Picture Show          | Powrót ojcaZagubiony seans filmowy                                                         | Jonathan West        | Doug E. Jones, Andy Reaser | 6 listopada 2005     | 12 września 2009           |
| 164 | 8  | Battle of the Hexes            | Bitwa urokówBitwa na czary                                                                 | LeVar Burton         | Jeannine Renshaw           | 13 listopada 2005    | 19 września 2009           |
| 165 | 9  | Hulkus Pocus                   | Czary maryHulkus PocusMagiczny wirus                                                       | Joel F. Feigenbaum   | Liz Sagal                  | 20 listopada 2005    | 26 września 2009           |
| 166 | 10 | Vaya Con Leos                  | Żegnaj Leo...Vaya Con LeosPożegnanie z Leo                                                 | Janice Cooke Leonard | Cameron Litvack            | 27 listopada 2005    | 3 października 2009        |
| 167 | 11 | Mr. and Mrs. Witch             | Państwo CzarodziejstwoPan i Pani CzarodziejeZabójcy znienacka                              | James L. Conway      | Rob Wright                 | 8 stycznia 2006      | 10 października 2009       |
| 168 | 12 | Payback’s a Witch              | Zemsta to czarownicaZemsta czarownicy                                                      | Mel Damski           | Brad Kern                  | 15 stycznia 2006     | 17 października 2009       |
| 169 | 13 | Repo Manor                     | W domku dla lalekNieoczekiwana zamiana miejsc                                              | John T. Kretchmer    | Doug E. Jones              | 22 stycznia 2006     | 24 października 2009       |
| 170 | 14 | 12 Angry Zen                   | Dwunastu złych mistrzów Zen12 gniewnych Zen                                                | Jon Paré             | Cameron Litvack            | 12 lutego 2006       | 31 października 2009       |
| 171 | 15 | The Last Temptation of Christy | Ostatnie kuszenie Christy                                                                  | John Kretchmer       | Liz Sagal, Rick Muirragui  | 19 lutego 2006       | 7 listopada 2009           |
| 172 | 16 | Engaged and Confused           | Zaręczona i zakręconaZaręczeni i speszeni                                                  | Stuart Gillard       | Jeannine Renshaw           | 26 lutego 2006       | 14 listopada 2009          |
| 173 | 17 | Generation Hex                 | Przeklęte pokolenieZaklęte pokolenie                                                       | Michael Grossman     | Rob Wright                 | 16 kwietnia 2006     | 21 listopada 2009          |
| 174 | 18 | The Torn Identity              | Rozdarta tożsamość                                                                         | Levar Burton         | Andy Reaser                | 23 kwietnia 2006     | 28 listopada 2009          |
| 175 | 19 | The Jung and the Restless      | Młoda i niespokojnaJung i nerwy                                                            | Derek Johansen       | Cameron Litvack            | 30 kwietnia 2006     | 5 grudnia 2009             |
| 176 | 20 | Gone with the Witches          | Przeminęło z czarownicamiPrzeminęło z wiedźmami                                            | Jonathan West        | Jeannine Renshaw           | 7 maja 2006          | 12 grudnia 2009            |
| 177 | 21 | Kill Billie Vol. 2 (Part 1)    | Kill Billie: Część 2 (Część 1)Kill Billie 2 (Część 1)                                      | Jon Paré             | Brad Kern                  | 14 maja 2006         | 19 grudnia 2009            |
| 178 | 22 | Forever Charmed (Part 2)       | Zaklęte na zawsze (Część 2)Czarodziejki na zawsze (Część 2)Zaczarowana na zawsze (Część 2) | James L. Conway      | Brad Kern                  | 21 maja 2006         | 19 grudnia 2009            |

1. 1 2 3 4 5 6 7 8 9 10 11 12 13 14 15 16 17 18 19  Tytuł nadany podczas emisji na kanale Hallmark Channel.
2. 1 2 3 4 5 6 7 8 9 10 11 12 13 14 15 16 17 18 19  Tytuł nadany podczas emisji na kanale Sci Fi Polska.
3. 1 2 3 4 5 6 7 8 9 10 11 12 13 14 15 16 17 18 19  Tytuł nadany podczas emisji na kanale Fox Life Polska.

## Nieemitowany odcinek pilotażowy
Na początku produkcji serialu powstał odcinek pilotażowy, który nigdy nie został wyemitowany. Fabuła obejmuje ten sam zakres historii jak w emitowanym pierwszym odcinku. Zmiana dotyczy aktorów odtwarzających główne role. W nieemitowanej wersji postać Phoebe Halliwell gra Lori Rom, natomiast Andy’ego Trudeau - Chris Boyd. Można się również dopatrzyć innych różnic między "drugą" wersją.
| Nr | Tytuł             | Reżyseria        | Scenariusz         | Premiera       |
| -- | ----------------- | ---------------- | ------------------ | -------------- |
| 0  | The Unaired Pilot | Bruce Seth Green | Constance M. Burge | niewyemitowany |